# Jaguar S-Type (1963)
Jaguar S-Type — спортивный седан британского автопроизводителя Jaguar, выпускавшийся в 1963—1968 годах. Не стоит путать Jaguar S-Type 1960-х годов со стилизированным под ретро Jaguar S-Type, который продавался с 1999 по 2008 годы.

## История
Jaguar Mark 2 был выпущен в 1959 году и продавался почти до конца 1960-х. Mark 2 поставлялся с двигателями таких объёмов — 2,4, 3,4 и 3,8 литра.

## Скоростные характеристики
3.4 Mark 2 с АКПП

0–60 миль/час 10.0 с

Максимальная скорость 190 км/ч
3.4S с РКПП

0–60 миль/час 13.9 с

Максимальная скорость 185 км/ч
3.8S с РКПП

0–60 миль/час 10.3 с

Максимальная скорость 201 км/ч
3.8S с АКПП

0–60 миль/час 11.5 с

Максимальная скорость 187 км/ч

## Продажи
В 1963 году было выпущено очень мало автомобилей S-Type.
Производство автомобилей по годам:

1963 – 43

1964 – 7,032

1965 – 9,741

1966 – 6,260

1967 – 1,008

1968 – 909